# 帰ってきた獣電戦隊キョウリュウジャー 100 YEARS AFTER
『帰ってきた獣電戦隊キョウリュウジャー 100 YEARS AFTER』（かえってきたじゅうでんせんたいキョウリュウジャー ハンドレッドイヤーズアフター）は、2014年6月20日にリリースされた東映制作のオリジナルビデオ作品である。

## 概要
スーパー戦隊Vシネマ「帰ってきたシリーズ」の第4作。2013年放送の『獣電戦隊キョウリュウジャー』の特別編に相当し、テレビシリーズの最終回から100年後の2114年の世界を舞台に、未来の獣電戦隊の活躍が描かれている。本編時間は52分。
100年後という設定は、キョウリュウジャーが1億年以上戦っている戦隊であるという設定を踏まえたもので、『忍風戦隊ハリケンジャー 10 YEARS AFTER』や『五星戦隊ダイレンジャー』の最終回なども意識している。また作中でタイムスリップする先の2014年は、テレビシリーズのブレイブ43とブレイブ44の間とされている。
勝山りんの3度目の登場やウエスタンカーニバルによる獣電カーニバルフィニッシュなど、テレビシリーズで実現しなかった要素が多く盛り込まれている。監督の竹本昇は2114年のキョウリュウジャーの最初の組み合わせによるカミツキ合体の登場も希望していたが、造形物の都合から実現しなかった。
テレビシリーズでアクション監督を担当した福沢博文は『烈車戦隊トッキュウジャー』の撮影に参加したため、本作品では清家利一がアクション監督を担当している。

## ストーリー
西暦2114年、100年前に獣電戦隊キョウリュウジャーにより倒されたデーボス軍が復活を遂げた。
かつてのデーボス軍の一員であったキャンデリラと、その部下のラッキューロはデーボス軍の復活を察知し、新たな獣電戦隊の結成を画策するが、キャンデリラの適当な性格が裏目に出てしまい、100年前のキョウリュウジャーの子孫らしき人物6名による史上最弱のブレイブチームが誕生してしまったのであった。

## 登場人物

### 2114年のキョウリュウジャー
キャンデリラによって召集されたダイゴたちの曾孫。
当初はまだ勉強中であり、アースレバンによって記憶が薄れていたキャンデリラが急場しのぎでたまたま持っていた獣電池でキョウリュウチェンジしたため、ノブ太さん以外の5人は曾祖父母とは色違いで、獣電竜の力と変身者の持つブレイブが適合しておらず、またブレイブを取り戻して本来の正しい色が分かった直後も獣電池にブレイブインしていなかったため、実力が発揮できないでいた。
彼らの変身した本来の色のキョウリュウジャーは常時アームド・オン状態であり、本来はアームドがなかったゴールドも追加武装が装備されている。また、ガブリボルバーを使用せずに、自らの意思で獣電アームズを召喚できるため、獣電池を消費する必要がない。
また、2014年のキョウリュウジャーが私服だったのに対し、2114年のキョウリュウジャーはジャケットがある。
ダイくん / キョウリュウネイビー → キョウリュウレッド
ダイゴとアミィの曾孫の大学生でアミねえさんの弟。一人称は「僕」。
ダイゴとは正反対の謙虚で気弱な性格の草食系男子で、アミねえさんから男の子らしくないと聞き飽きるくらい指摘されるほどである。アースレバンからも「最高の後悔の感情の持ち主」と評され、キョウリュウジャーになってしまったという後悔の感情を吸われてしまう。曾祖父の世代のキョウリュウジャーに強い憧れを抱いており、ダイゴが所持していた秘石のペンダントを受け継いでいる。
初戦では戦う前からこけてしまい、その後も逃げ腰で戦っていた。ブレイブインが出来た後はゾーリ魔と戦えていたが、名乗りや技名を叫ぶ時はダイゴに比べて控えめである。
キョウリュウネイビー
本作品オリジナルの戦士で、トバスピノの獣電池で変身する。
- スーツは『劇場版 獣電戦隊キョウリュウジャー ガブリンチョ・オブ・ミュージック』に登場したデスリュウジャーのものを改造している。
- ガオスと遭遇して膝を抱える場面は、怖くて震えているものと思しき演技が監督の竹本には笑っているように見えたため、アフレコで笑いの沸点が低くて笑っているという描写に変更された。

イッちゃん / キョウリュウシルバー → キョウリュウブラック
イアンの曾孫でギタリスト。性格はイアンとあまり変わらない。一人称は「俺」。
キョウリュウシルバーへの変身には、ギガガブリボルバーではなくガブリボルバーを使用している。先祖のことは超古代の戦士という程度しか知らなかったようで、キョウリュウジャーと聞いた際は「なんだそりゃ」と発言している。レトロものが好きという点で、以前からの親友のウッピーとはウマが合うようである。
初戦では銃攻撃を得意としたイアンと違い、ガブリボルバーの扱いに慣れておらず、落としたりもしていたが、ブレイブインができた後は銃攻撃も得意としている。また名乗りポーズには、自身が得意とするアコースティックギターを弾くような動きも取り入れている。
- イアンとの違いについて演じた斉藤秀翼は、イアンから熱さを抜いたテキトー人間として演じている。

ノブ太さん / キョウリュウブルー
ノブハルの姪の理香の孫で東北出身のフリーター。東北弁で話し、赤いメガネをかけている。一人称は「おら」。
おとなしめの真面目で実直な性格ながらもキョウリュウジャーとしての使命感は強く、アミねえさん以外の他メンバーがキョウリュウジャーをやめようとしても唯一スピリットベースに残った。先祖同様に親父ギャグをよく発言する。
戦闘では、先祖同様力自慢なところを見せているが、ガブリボルバーの使い方が少々独特である。また、力自慢ではあるものの動きがやや大人しい。
2114年のメンバーでは唯一、当初から祖先と同じ色の戦士となっている。

ソウジロウ / キョウリュウグレー → キョウリュウグリーン
ソウジとりんの曾孫の高校生。ソウジ以上に短気でキレ易い未来型ゆとり世代。また、普段はクールなソウジに比べ、荒っぽい一面もある。一人称は「俺」。
初期のソウジと同じく、剣の家系を嫌っている。曾祖父が生きているため、キョウリュウジャーのこともある程度知っていたが、先祖の仕事に縛られるのが乗り気ではなかったため、デーボス軍に敗北した際には最初に抜け出した。
戦闘ではガブリカリバーは使わず、主にフェザーエッジで戦うため、ソウジと違い逆手持ちではない。また、先祖よりも荒々しさが増しており、代わりに回転技などの華麗な技は使わない。

アミねえさん / キョウリュウシアン → キョウリュウピンク
アミィとダイゴの曾孫でダイくんの姉のOL。アミィよりも物事をはっきりと言う強気な性格のしっかり者。一人称は「私」。
ハイテンションなアミィに比べて落ち着いており、名乗りのポーズもアミィに比べてやや女性らしくなっているが、周りを放って置けない性分は先祖同様である。
ダイくん同様キョウリュウジャーのことについては知っており、自分がそのキョウリュウジャーになれると知った際には喜んでいた。また、曾祖母であるアミィを見た時は感激していた。
ダイくんを元気付けるために「ブレイブ」という言葉を使おうとするも、思い出せず、思い出そうとしている間にダイくんが去ってしまったこともある。
初戦では、あまりキック技を使わずお尻で押し出したりもしていたが、自分の色に気付く直前にはアミィ同様ハイキックを披露しており、以降はハイキックを多用している。

ウッピー / キョウリュウバイオレット → キョウリュウゴールド
空蝉丸の曾孫。カッコつけのプロボウラーで、140年ぶりに起こったボウリングブーム真っ只中の2114年では超人気者。白い歯が特徴。一人称は「ミー」。
純和風の空蝉丸に対し、やたらと英語を交えた気障な口調が特徴。空蝉丸を「グレートグランパ」と言っている。ゴールドのボールを使ったらピンが一瞬で倒れたため、自分の色がゴールドであることに気づく。
戦闘では一々カッコつけるため隙が多く、初戦ではゾーリ魔にも攻撃されていた。変身の際もいちいちカッコつけながらサンバを踊ったり、変身道具がガブリチェンジャーになった後はボウリングの動きも取り入れており、名乗りも先祖と違いが一番目立つ。
キョウリュウバイオレットにはガブリチェンジャーではなくガブリボルバーで変身しているため、唯一変身道具が変わっている。自分の色に気付いた直後に変身する際にもガブリボルバーで変身しようとしたが、違和感を感じたことでガブリチェンジャーが現れそれを使い変身している。
- 作中では言及されていないが、本名は岩泉 馬ノ介（）。

### 2114年のデーボス軍
2014年の戦いで全滅した後、空間の狭間で力を蓄えていた。アースレバン以外の構成員は、かつて存在した幹部やデーボモンスターによく似た外見を持ち、戦騎たちの左胸には、かつての戦騎と同様に石膏で出来た表情のシンボルが存在する。ガオスたちはアースレバンに吸収されてしまうが、彼の敗北後に解放され、改めてキョウリュウジャーたちに宣戦布告を行い退却していった。2014年に比べ、全体的にコミカルになっている。
各戦騎の表情面は、区別がつけやすいよう手が付けられている。

千面神官ガオス
100年の年月をかけて復活したデーボス軍を束ねて指揮する司令塔で、外見は前任者の百面神官カオスによく似ている。カオスとの外見上の違いは頭部にあった喜、怒、哀の三面が卑屈、嫉妬、後悔の面になって宝石のようになっているほか、額に「1000」の形をした装飾がついている、左肩の角が健在な点。
特技はノリ突っ込みで「千面」を「洗面」と間違えられるたびに披露している。

卑屈の戦騎スネルド
ドゴルドに似た外見の、卑屈の感情を司る戦騎。
「両指の先をくっ付け、頬を膨らませていじけた表情」のシンボルを持ち、ドゴルドと違って太い眉があり、目が垂れ下がっている。
武器はドゴルドの喧嘩上刀に似た七転八刀（）。荒っぽいがどこか後ろ向きな性格で、「苛立たしいぜ!」が口癖。大好物はヤケ酒。
ドゴルドとは異なり、完全な肉体を維持している。

嫉妬の戦騎ホシイガロン
アイガロンに似た外見の、嫉妬の感情を司るオネエ系戦騎。
「指をくわえて何かを欲しがる表情」のシンボルを持ち、頭にリボン、目にはまつ毛が付いている。
性格はアイガロンとあまり変わらないが、「欲しいわ〜」を口癖としているなどオネエ系も入ったものとなっている。ラッキューロを罠にかけて捕らえるが、その際に外見からアイガロンと勘違いされていた。大好物は焼き餅。
- 脚本では男のキャラクターであったが、監督の竹本の提案によりオネエキャラとなった。

後悔の戦騎アースレバン
後悔の感情を司る戦騎一の知能派。
「片手を額に当てて失敗を悔やむ表情」のシンボルを持ち、何かにつけて些細なことに後悔しては頭を抱えている。アースレバヨ・カッターという長剣を武器として操る。
その実態は2014年に敗れたデーボスの敗北を悔やむ後悔の心から誕生した分身であり、自らの時空を操る能力を応用して、キョウリュウジャーの子孫たちやキャンデリラから色の記憶を奪った張本人でもある。またガオスたちの記憶も奪っており、ガオスたちを吸収して力を高めることで2114年に行き、歴史を改変することを目論んでいた。しかし、2014年で当時のキョウリュウジャーに圧倒され、2114年に追い出される。2114年のキョウリュウジャーと対戦するも圧倒され、最期は2つの時代のキョウリュウジャー12人による十二獣電レジェンドブレイブフィニッシュによって倒された。
- デザインはK-SuKeが担当。モチーフはオズの魔法使いの「せとものの国の姫」とトランプの「裏面」。「後悔」と「航海」をかけて、ティーカップを不注意で割ったようなティーセットのような陶器の体、帽子と右腕は海賊風、パイプは船乗り風となっている。胸には「悔い」とかけて杭が貫かれて、中身がそこから零れ出ている感じとなっている。

攻撃団・四季
春夏秋冬それぞれの能力に特化した最強デーボモンスターのチーム。各々かつて登場したモンスターと似ている。額や胸部にはそれぞれ司る季節に対応した文字があしらわれている他、感情の石膏面も宝石のようなものに変わっている。4体とも元になったモンスターと同じ声優が声を演じている。
2114年のキョウリュウジャーを正座させて「地味で寒々しい」「青系が多い」などと説教した。初戦ではブレイブが足りないキョウリュウジャーを圧倒し、彼らがやる気をなくす原因を作った。
デーボ・ハルダモンネ
デーボ・タンゴセックに似たデーボモンスター。タンゴセックと違い、天神と棹の部分が土筆になっているハルイチベンという三味線型の武器を持っている。
自分の色を見つけたキョウリュウジャー5人の獣電ブレイブフィニッシュによって倒された。
- デザインはK-SuKeが担当。新規でハルイチベンがデザインされ、棹と天神を春らしく土筆、胴は花札の「牡丹に蝶」がモチーフとなっている。

デーボ・ナツダモンネ
デーボ・バーカンスに似たデーボモンスター。
倒されたハルダモンネとアキダモンネを馬鹿にして、その後ダイくんを除くキョウリュウジャーを圧倒して変身解除に追い込む。しかし自分の色を見つけてブレイブインできたキョウリュウレッド・ウエスタンカーニバルには歯が立たず、獣電カーニバルフィニッシュによって倒される。
デーボ・アキダモンネ
オリジナルとほぼ同じ外見のデーボモンスター。
自分の色を見つけたキョウリュウジャー5人の獣電ブレイブフィニッシュによって倒された。
デーボ・フユダモンネ
デーボ・ヤナサンタに似たデーボモンスター。
ナツダモンネと共にキョウリュウジャーを圧倒し、ピンチに追い込むが、ブレイブインしたキョウリュウレッド・ウエスタンカーニバルには敵わず、獣電カーニバルフィニッシュによって倒された。

## 装備・戦力
スペシャル獣電池
トリンからダイくんに託された獣電池。ガブティラ・デ・カーニバルに装填することで2014年のキョウリュウジャー（変身前）を召喚し、12人の力を込めた十二獣電レジェンドブレイブフィニッシュを発動する。
白いガブティラ・オーバーチャージモード（白いミニティラ）
獣電竜ガブティラがカーニバル獣電池の力で縮小変形した姿。ダイくんのことを見守っており、ピンチになると姿を現すが、ダイくんのだらしなさに激怒している。当初ダイくんにはG-BOペットと間違われ、体色が白く見えていたが、ダイくんが自分の色を思い出したことで本来の赤色に映るようになった。

## キャスト
- 桐生ダイゴ / キョウリュウレッド、ダイくん / キョウリュウネイビー / キョウリュウレッド - 竜星涼
- イアン・ヨークランド / キョウリュウブラック、イッちゃん / キョウリュウシルバー / キョウリュウブラック - 斉藤秀翼
- 有働ノブハル / キョウリュウブルー、ノブ太さん / キョウリュウブルー - 金城大和
- 立風館ソウジ / キョウリュウグリーン、ソウジロウ / キョウリュウグレー / キョウリュウグリーン - 塩野瑛久
- アミィ結月 / キョウリュウピンク、アミねえさん / キョウリュウシアン / キョウリュウピンク - 今野鮎莉
- 空蝉丸 / キョウリュウゴールド、ウッピー / キョウリュウバイオレット / キョウリュウゴールド - 丸山敦史
- 弥生ウルシェード - 飯豊まりえ
- 賢神キャンデリラ - 戸松遥
- 勝山りん - 藤沢玲花
- 子供 - 澤田陸
- 母親 - 小倉百代
- 店員 - 星川祐樹

### 声の出演
- ハルダモンネ - 杉山紀彰
- ナツダモンネ - 高戸靖広
- アキダモンネ - 室園丈裕
- フユダモンネ - チョー
- ガオス - 菅生隆之[22]
- スネルド - 鶴岡聡[22]
- ホシイガロン - 水島裕[22]
- アースレバン - 森久保祥太郎[22]
- トリン - 森川智之
- ラッキューロ - 折笠愛
- ナレーション - 千葉繁

## スタッフ
- 原作 - 八手三郎
- プロデューサー - 大森敬仁（東映）
- 脚本 - 三条陸
- 音楽 - 佐橋俊彦
- アクション監督 - 清家利一（ジャパンアクションエンタープライズ）
- 特撮監督 - 佛田洋（特撮研究所）
- 撮影 - 大沢信吾
- 計測 - 岩崎智之
- 助監督 - 茶谷和行、近藤孔明、澤口豊
- 監督 - 竹本昇
- 制作 - テレビ朝日、東映ビデオ、東映、東映エージエンシー

## 音楽
主題歌
オープニングテーマ「VAMOLA!（いくぜ!）キョウリュウジャー」
作詞：藤林聖子 / 作曲：持田裕輔 / 編曲：山下康介、持田裕輔 / 歌：鎌田章吾
エンディングテーマ 「みんな集まれ!キョウリュウジャー(2114年ver)」
作詞：八手三郎、高取ヒデアキ / 作曲：高取ヒデアキ / 編曲：籠島裕昌 / 歌：高取ヒデアキ（演奏：Z旗 / 振付：パパイヤ鈴木）
挿入歌「VAMOLA!キョウリュウジャー（キャンデリラver）」
作詞：藤林聖子 / 作曲：持田裕輔 / 編曲：山下康介、持田裕輔 / 歌：キャンデリラ（CV：戸松遥）